# Aphycus hederaceus
Aphycus hederaceus är en stekelart som först beskrevs av John Obadiah Westwood 1837.  Aphycus hederaceus ingår i släktet Aphycus och familjen sköldlussteklar. Inga underarter finns listade i Catalogue of Life.